# Lucas Ochandorena
Lucas Gabriel Ochandorena (La Plata, 4 de marzo de 1985) es un entrenador de fútbol argentino y exjugador que jugaba como defensor. Es el actual entrenador de Villa San Carlos.

## Trayectoria como jugador
Nacido en La Plata, luego de formar parte de las divisiones juveniles de Estudiantes de La Plata, Ochandorena debutó con la primera división con Villa San Carlos en 2006. También jugó en La Plata FC durante la temporada 2007-08, antes de regresar a Villa San Carlos y convertirse en titular habitual.
En 2012, Ochandorena se trasladó a Ferrocarril Midland . Participó con regularidad antes de sufrir una lesión del ligamento cruzado anterior en mayo de 2013;  Posteriormente nunca volvió a jugar al fútbol profesional.

## Trayectoria de entrenador
Luego de retirarse, Ochandorena se incorporó a la plantilla de su ex club, Villa San Carlos en 2014, como asistente. Luego pasó a Banfield en 2016 como analista de las inferiores, antes de regresar a Villa San Carlos en octubre de ese año.
En 2017, Ochandorena pasó a ser asistente de Lucas Nardi primero en Estudiantes de La Plata y luego en Quilmes.  También estuvo bajo el mismo rol en Los Andes y Colón  antes de mudarse a Ecuador en octubre de 2020, como asistente de Guillermo Duró en el Deportivo Cuenca. 
El 21 de diciembre de 2021, Ochandorena se incorporó al cuerpo técnico de Fabián Bustos en Barcelona de Ecuador como su asistente, y también siguió a Bustos a Santos de Brasil bajo el mismo rol en marzo siguiente.
El 12 de mayo, estuvo a cargo de este último club en la victoria en casa por 3-0 en la Copa de Brasil sobre Coritiba, mientras Bustos estaba suspendido. 
El 1 de mayo de 2024, tras un breve paso como asistente de Mario Sciacqua en Atlanta, Ochandorena fue nombrado entrenador de Villa San Carlos en la Primera B de Argentina. Estará acompañado por su cuerpo técnico conformado por Diego Gabriel Ciappina (ayudante de campo), Gonzalo Oteiza (preparador físico) y Sergio García (entrenador de arqueros).